# Santo Cristo
Santo Cristo este un oraș în Rio Grande do Sul (RS), Brazilia.